# Scott Brooks

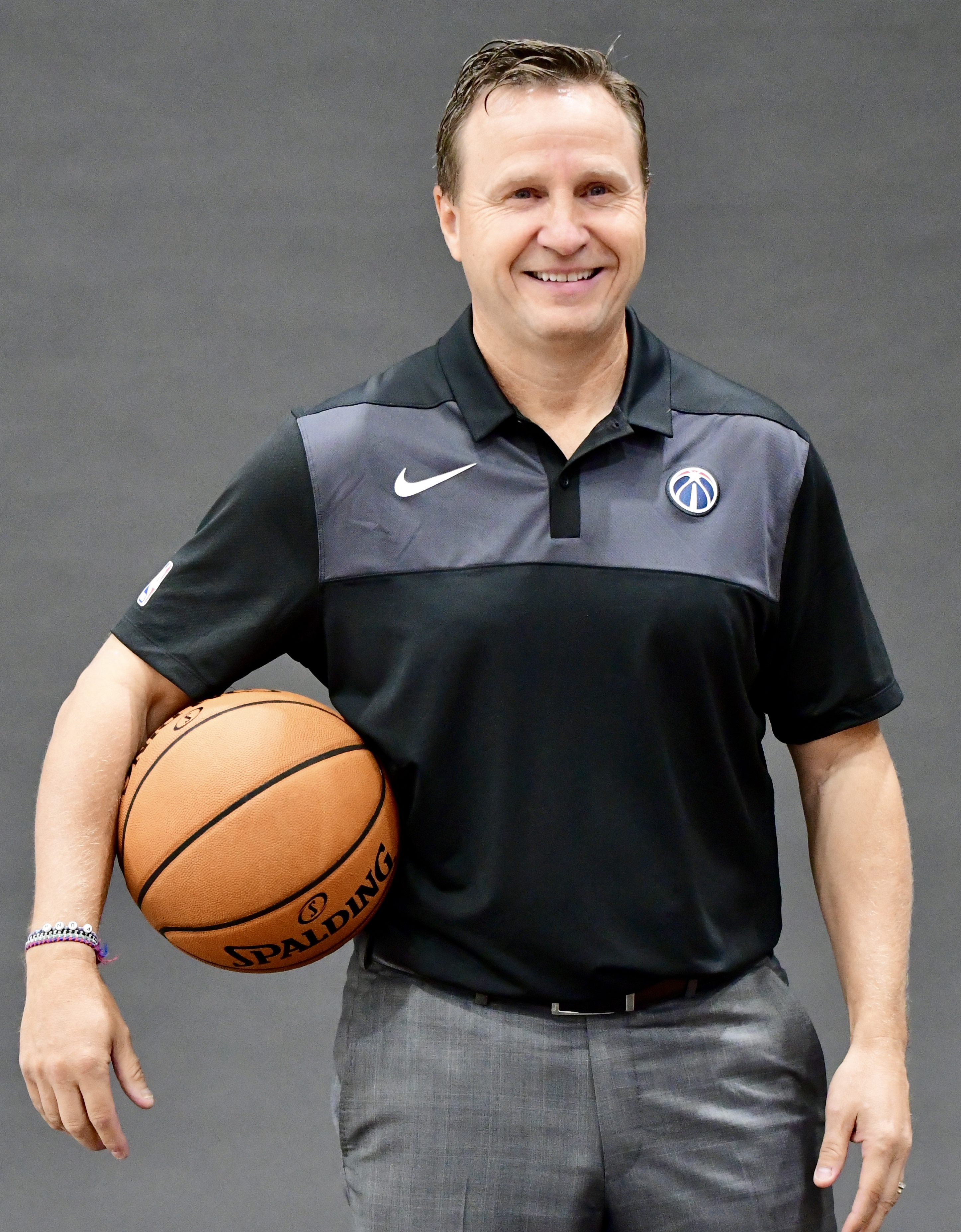
Foto de Scott Brooks.

Scott William Brooks, conhecido simplesmente Scott Brooks, nasceu no dia 31 de Julho de 1965 na cidade de French Camp, California. Foi um ex-jogador profissional de basquetebol de nacionalidade norte americana e é atualmente um treinador de basquete da National Basketball Association. Brooks treinou a equipe do Oklahoma City Thunder, de 2008 a 2015, tendo sido substituído por Billy Donovan. Assumiu, em 26 de abril de 2016, o comando técnico da equipe do Washington Wizards.

## Clubes que atuou como jogador
- Philadelphia 76ers (1988-1990)
- Minnesota Timberwolves (1990-1992)
- Houston Rockets (1992-1995)
- Dallas Mavericks (1995-1996)
- New York Knicks (1996-1997)
- Cleveland Cavaliers (1998)

## Clubes que atuou como treinador
- Oklahoma City Thunder (2008-2015)
- Washington Wizards (2016-presente)[1]

1. ↑  «Wizards hire Scott Brooks as head coach». NBA.com. Consultado em 28 de abril de 2016